# Sommelier
 Der er for få eller ingen kildehenvisninger i denne artikel, hvilket er et problem. Du kan hjælpe ved at angive troværdige kilder til de påstande, som fremføres i artiklen.

En sommelier (fra fransk: Mundskænk) er den tjener, som tager sig af serveringen af vin i en – især finere – restaurant. Det drejer sig om at hjælpe gæsten med valg af den rette vin til det bestilte måltid eller den enkelte ret og serveringen af den. For nogen kan det rette vinvalg være så vigtigt, at en restaurants sommelier næsten kan have samme betydning for dens ry som dens chefkok.
En sommelier har desuden almindeligvis ansvaret for restaurantens indkøb og oplagring af vin, hvorved han ofte er ansvarlig for den væsentligste del af den kapital, der er bundet i restauranten.
I London findes en international uddannelse til "Master of Wine", som efter årelange kurser fører frem mod den endelige prøve, som er særdeles vanskelig at bestå.